# Пескичи
Пѐскичи (на италиански: Peschici) е малко пристанищно курортно градче и община в Южна Италия, провинция Фоджа, регион Пулия. Разположено е на брега на Адриатическо море. Населението на общината е 4411 души (към 2010 г.).